# Michał Janicki
Michał Janicki (* 29. September 1982 in Słomniki) ist ein polnischer Fußballspieler.
Der Stürmer und ehemalige polnische U19-Nationalspieler begann seine Karriere beim Provinzklub LKS Słomniczanka Słomniki. Über SMS Krakau, Wawel Krakau und Pogoń Stettin kam er dann zum polnischen Erstligisten Polonia Warschau, wo er bis 2001 spielte, bevor er nach Deutschland zu den Amateuren des VfL Wolfsburg wechselte. Dort war er bis 2005 aktiv. In dieser Zeit bestritt er auch zwei Spiele bei den Profis in der Fußball-Bundesliga. Anschließend wechselte er in die Zweite Liga zu Eintracht Braunschweig. In der Saison 2005/2006 absolvierte er jedoch nur vier Kurzeinsätze, weshalb sein Vertrag nicht verlängert wurde. Daraufhin wechselte er zu Zaglebie Sosnowiec in die 2. polnische Liga. Von Januar 2007 bis zum Sommer 2007 spielte er für den FC Gütersloh 2000. Daraufhin wechselte er wieder zurück nach Polen zu Hutnik Kraków, wo er weniger durch sportliche Leistungen auffiel, sondern durch Bigamie. Er heiratete sowohl in Deutschland als auch in Polen eine andere Frau.